# И снова здравствуйте!
«И сно́ва здра́вствуйте!» — российский телесериал в жанре криминальной комедии, представленный онлайн-кинотеатром «Иви» в феврале 2022 года. В главных ролях — Андрей Мерзликин, Денис Власенко, Аглая Тарасова, Алексей Серебряков, Любовь Толкалина, Павел Чинарев, Михаил Полицеймако и другие.
В марте 2023 года онлайн-кинотеатр «Иви» представил второй сезон телесериала, в июле 2024 года — третий.
Премьера сериала состоялась на телеканале ТНТ 22 мая 2023 года.

## Сюжет
Криминальный «решала» Борис решает начать новую жизнь: покончить с преступной деятельностью и на накопленные средства открыть кондитерскую. Он сообщает об этом своему боссу, получает от него «добро» и в тот же день приступает к обучению кулинарному искусству. На следующее утро Борис «просыпается» в морге с пулевым ранением в голове, чем пугает студента-медика Артёма. Герои знакомятся и вместе начинают расследование убийства Бориса и пропажи его накоплений. Героя убивают снова и снова, но каждый раз он «оживает», а Артём помогает ему прийти в порядок.

## В ролях[4][5]
| Актёр               | Роль                                         |
| ------------------- | -------------------------------------------- |
| Андрей Мерзликин    | Борис Искрин                                 |
| Денис Власенко      | Артём, студент-медик                         |
| Алексей Серебряков  | Анатолий Владимирович, босс мафии            |
| Аглая Тарасова      | Марина, жена Бориса                          |
| Павел Чинарев       | Коля, бандит                                 |
| Любовь Толкалина    | Ольга, мама Артёма                           |
| Татьяна Струженкова | Кристина, девушка Артёма                     |
| Михаил Полицеймако  | Валентин, бизнесмен, отец Кристины           |
| Сергей Годин        | Лёша, друг Бориса, любовник Марины           |
| Полина Гухман       | Аня Искрина, дочь Бориса                     |
| Кирилл Жандаров     | Константин, полицейский                      |
| Дмитрий Журавлёв    | Володя, полицейский                          |
| Виктор Логинов      | начальник Лёши                               |
| Сергей Стёпин       | Евгений Дмитриевич, полицейский начальник    |
| Николай Наумов      | Георгий («Гоша»), сын Анатолия Владимировича |

## Производство телесериала
Съёмки телесериала проходили в Москве и Подмосковье. Съёмочный процесс начался в июле 2021 года и длился около двух месяцев. Режиссёром и автором сценария выступил Егор Чичканов («Ёлки новые», «Ёлки последние»). Телесериал входит в линейку проектов IVI Originals. Премьера состоялась 2 февраля 2022 года.

## Критика
- Наталия Григорьева, Кино-театр.ру:

Задумка справедливо претендует на оригинальность: фильмов и сериалов про зомби не меньше, чем про вампиров, однако все они, как правило, предполагают апокалиптичный антураж и эпидемию <…> Тут же — единичный случай и полное отсутствие хрестоматийного желания кусать всё, что движется, и пожирать мозги.
- Алексей Литовченко, «Кинорепортёр»:

Между прочим, про Мерзликина как-то не принято же думать, что он смешной. Разве что изредка, эпизодически где-то в комическом образе мелькнёт. А здесь он прямо раскрывается как прекрасный комедийный артист.
- Ника Кон, Ведомости:

Восставший из мёртвых по-новому взглянет на родных и близких, а из общения с постоянно подлатывающим его в морге практикантом узнает много нового. При этом пафоса и морализаторства от комедии «И снова здравствуйте!» ждать не стоит: интонация у шоу прежде всего ироничная